# إتيان كلاين
إتيان كلاين (بالفرنسية: Étienne Klein) هو فيلسوف علوم ‏ وفيزيائي فرنسي، ولد في 1 أبريل 1958 في باريس في فرنسا.

## وصلات خارجية
- الموقع الرسمي